# Четверухин, Сергей Юрьевич
Сергей Юрьевич Четверухин (род. 22 марта 1977, Пермь) — российский писатель
, сценарист, режиссёр, продюсер.

## Биография
Сергей Четверухин начинал как радиоведущий в Санкт-Петербурге, в 1996—1999 гг. работал на радиостанциях «Радио 1-Петроград», «Русский Шансон», «Русское радио — СПб».
В 2000 году переезжает в Москву, работает в журнале «ОМ».
С 2007 года публикуется как писатель. Пишет роман «Опен Эйр», инспирированный реальными событиями на сочинских Опен Эйрах, которые писатель сам организовывал.
Роман «Опен Эйр» был издан «АСТ» и стал одним из бестселлеров 2007 года.
Сам писатель определял свой стиль как «молодежный приключенческий роман», то чем раньше была серия «библиотека приключений и Путешествий».
Последовавшие за «Опен Эйром» романы «Жы-Шы» и «Ночной Консьерж» не получили такого признания у читателей.
С 2017 года пишет сценарии для кино. Является сценаристом фильмов «Тренер» (реж. Д. Козловский), «Смертельные Иллюзии» (реж.: О. Асадулин).
В 2020 году выпустил свой полнометражный дебют: документальный фильм «про Одессу» «К Николь». Фильм был приглашен на несколько престижных российских и европейских фестивалей.
В 2020 году в качестве сценариста, режиссёра и основного продюсера создал веб-сериал «Систер», который был представлен на платформе Chill, где стал самым просматриваемым проектом, позже серии появились на платформе IVI. Это история про двух сестер, которые проходят через различные вызовы современности, что дает им возможность разобраться в своих собственных отношениях. На базе сериала создалась «вселенная Систер», включающая в себя активные сайд-проекты, например, «Её история» — видеоподкаст, в котором авторы сериала помогают девушкам, недовольным своей внешностью.
В феврале 2021 года номинирован на Церемонию вручения призов в области веб-индустрии как один из лучших веб-сериалов 2020 года.
В августе "Систер" получил приз фестиваля веб-сериалов Realist Web Fest за "самого яркого персонажа".